# Energia nucleare in Iran
Al 21 febbraio 2025, è attiva in Iran una centrale elettronucleare che dispone di un reattore operativo e uno in costruzione. Non ci sono centrali elettronucleari chiuse né in edificazione.
La normativa attualmente in vigore prevede la possibilità di far ripartire o di sostituire i reattori a fissione nucleare una volta che siano dismessi e di aumentare il numero di quelli attualmente presenti nel Paese.
In Iran nel 2023 l'energia nucleare ha generato 6071,16 GW⋅h di energia elettrica, pari all'1,7 per cento della produzione totale nazionale.
L'ente responsabile dell'energia nucleare in Iran è l'Organizzazione dell'Energia Atomica dell'Iran.

## Storia

### Il primo programma nucleare
Il primo programma nucleare iraniano fu avviato negli anni cinquanta dallo Scià Mohammad Reza Pahlavi, che firmò diversi accordi con gli Stati Uniti d'America e con altri Stati europei, soprattutto Francia e Germania, che possedevano tecnologie nucleari. La sede scelta per la costruzione del primo impianto, affidata alle imprese tedesche Siemens e Aeg-Telefunken, fu la città di Bushehr. Dopo la Rivoluzione iraniana vennero interrotte le relazioni con i Paesi occidentali e, di conseguenza, lo sviluppo del progetto. In aggiunta, nel corso della guerra con l'Iraq (1980-1988), l'impianto di Bushehr fu danneggiato dai bombardamenti dell'aviazione irachena.

### La ripresa del programma nucleare nel 2002
La costruzione del reattore di Bushehr non sarebbe ripresa fino al 1995, con la stipula di un accordo con la Russia che si impegnava nel terminare l'impianto e a fornire il materiale fissile per una cifra iniziale di 800 milioni di dollari. Al non contempo l'Iran si è impegnato a restituire il combustibile esausto alla Russia per fugare i dubbi sul suo utilizzo nella costruzione di armi atomiche.
Il 14 agosto 2002 il Consiglio Nazionale della Resistenza Iraniana (guidato dal movimento dissidente iraniano armato chiamato MEK), durante una conferenza stampa a Washington, annunciò che l'Iran stava costruendo nei pressi della città di Natanz (a duecento chilometri a sud di Teheran) un impianto segreto per l'arricchimento dell'uranio con il metodo della centrifugazione. In questo impianto, nel 2003, sono state messe in funzione alcune decine di "centrifughe P1" di origine pakistana, ufficialmente solo per la produzione di MTR, ma i difficili rapporti con gli Stati Uniti d'America hanno causato immediati sospetti nel mondo occidentale.
L'aver tenuto segreti per molto tempo i piani riguardanti l'arricchimento dell'uranio e il non aver firmato il protocollo aggiuntivo al trattato di non proliferazione nucleare (TNP) ha spinto ad inviare sul posto degli ispettori ma il presidente dell'Agenzia Internazionale dell'Energia Atomica (AIEA) Mohamed El Baradei ha più volte dichiarato alla stampa che gli ispettori non hanno trovato alcuna presenza di tracce di esafloruro di uranio altamente arricchito nelle centrifughe di Natanz.
La crisi con l'Iran è stata argomento di diverse riunioni del gruppo denominato "P5+1" (i cinque Stati membri permanenti del Consiglio di sicurezza delle Nazioni Unite più la Germania) che solo nel mese di febbraio del 2007 hanno portato all'approvazione di una prima bozza di sanzioni in sede ONU, emanate con la risoluzione 1747 del Consiglio di Sicurezza. Queste sanzioni sono state accompagnate da minacce "diplomatiche" nelle quali gli Stati Uniti d'America hanno incitato gli iraniani a cessare l'arricchimento dell'uranio per evitare "spiacevoli conseguenze".
In precedenza c'era stata una proposta statunitense di aiutare l'Iran a costruire un reattore LWR in cambio della rinuncia all'arricchimento dell'uranio e dello stop alla realizzazione di quello di Bushehr seguita da una mediazione da parte russa che proponeva a Teheran di trasferire sul proprio territorio gli impianti legati al ciclo del combustibile.
Il governo iraniano, trovando illegittime tali sanzioni proprio in base al trattato di non proliferazione nucleare (TNP), per tutta risposta ha affermato (per bocca del suo capo negoziatore Ali Larijani) che non avrà altra scelta che abbandonare tale trattato se verrà sottoposto a ulteriori pressioni sul suo programma nucleare a scopo di elettrogenerazione e propulsione. Inoltre, sempre in risposta alle decisioni dell'ONU, ha progressivamente installato circa 6.000 centrifughe in cascata a Natanz (col proposito di arrivare a 50.000 entro il 2013), ufficialmente per la produzione su scala industriale di uranio leggermente arricchito (2-4%) da usare come combustibile per alimentare le centrali previste dal programma nucleare.
Il 9 aprile 2009 è entrato in funzione a Isfahan anche il secondo impianto di arricchimento dell'uranio su scala industriale, dotato di circa 7 000 centrifughe, ed è stato annunciato ufficialmente il possesso della tecnologia per la realizzazione di due nuovi tipi di centrifughe (presumibilmente di tipo P2 e Zippe) "capaci di fornire uranio arricchito a un ritmo diverse volte superiore" a quello finora ottenuto con le centrifughe già installate a Natanz e Isfahan.
Il reattore di Bushehr è stato inaugurato il 21 agosto 2010 con una cerimonia ufficiale, e l'inserimento del combustibile nucleare è cominciato il 26 ottobre. Il 27 novembre è stata annunciata l'accensione del reattore.

### Centrali attuali
L'unica centrale elettronucleare iraniana si trova nei pressi di Bushehr sulla costa persica, ed è già stata avviata, in previsione di allacciarla alla rete elettrica nel gennaio 2011. La centrale dispone di un reattore ad acqua leggera pressurizzata da 915 MW elettrici netti, della tipologia VVER1000. L'Organizzazione dell'Energia Atomica dell'Iran prevede anche la ripresa della costruzione dell'unità 2 di Bushehr e nell'aprile del 2007 è stata annunciata la gara per la costruzione di due reattori PWR di terza generazione di grande taglia sullo stesso sito.

### Ipotesi di un intervento militare statunitense
Il 1º febbraio 2007 Zbigniew Brzezinski, consigliere per la sicurezza nazionale durante la presidenza di Carter, testimoniò davanti alla Commissione per le Relazioni Estere del Senato statunitense dichiarando che esisteva uno «scenario plausibile per uno scontro militare con l'Iran». Come suggerì lo stesso Brzezinski esso avrebbe implicato «il mancato rispetto in Iraq di alcuni standard, seguito da accuse di responsabilità iraniana per questo disastro e, poi, da provocazioni in Iraq o da un attacco terroristico negli Stati Uniti di cui verrebbe incolpato l'Iran, culminanti in un'azione militare statunitense "di difesa" contro l'Iran che farà precipitare un'America sola in un pantano che si espanderà e aggraverà coinvolgendo alla fine Iraq, Iran, Afghanistan e Pakistan».
Secondo alcune indiscrezioni giornalistiche, pareva inoltre che una cellula di studio fosse stata attivata al Pentagono al fine di riuscire a mettere in atto un intervento militare contro l'Iran a sole ventiquattro ore dalla dichiarazione di guerra anche se un eventuale raid aereo sui siti nucleari iraniani presentava, allo stato attuale delle cose, molte incognite di carattere militare, politico ed economico.

### L'avvio dei negoziati con gli Stati Uniti nel 2013
Il 2 febbraio 2013, intervenendo alla Conferenza di Monaco sulla sicurezza, il vicepresidente Usa, Joe Biden, ha detto che l'amministrazione del presidente Barack Obama "sarebbe pronta a un incontro bilaterale con la leadership iraniana. Non terremmo segreto quel che stiamo facendo e metteremmo i nostri partner a conoscenza se l'occasione si presentasse. L'offerta resta, ma (l'impegno dell'Iran) deve essere reale e concreto, e ci deve essere un'agenda su ciò che sono pronti a discutere. Non siamo disposti a un incontro fine a se stesso". Pochi giorni dopo il leader supremo dell'Iran, l'Ayatollah Ali Khamenei, ha respinto l'offerta, ma con una formula piuttosto ambigua: "La politica Usa in Medio Oriente è fallita e gli americani hanno bisogno di una vittoria. E cioè portare l'Iran al tavolo negoziale". Il 4 febbraio "Agenzia Nova", citando "fonti a Teheran", ha riferito che "dall'inizio dell'anno il presidente del parlamento, Ali Larijani, si è già recato due volte segretamente negli Stati Uniti, per lanciare negoziati diretti con l'Amministrazione Obama. L'Agenzia precisava che la diplomazia Usa attendeva le elezioni presidenziali in Iran, che molto probabilmente avrebbero portato ad un'importante svolta politica a Teheran. In effetti, il 17 giugno Hassan Rohani, appena eletto Presidente dell'Iran, ha espresso la propria disponibilità a colloqui bilaterali con Washington.

### L'accordo sul nucleare iraniano nel 2015
Il 3 marzo 2015, il premier israeliano Benjamin Netanyahu, prossimo alla campagna elettorale nel proprio Paese, ha parlato davanti al Congresso degli Stati Uniti, a maggioranza repubblicana. Il premier è stato invitato dallo speaker della Camera, senza una preventiva informazione all'amministrazione di Obama, contrariata da questo comportamento, e accolto da ripetute standing ovation dei deputati e lunghi applausi, mentre l'amministrazione di Obama ha comunicato di non condividere l'invito e che il discorso non apporta novità in politica estera e nulla di concreto per la questione Iran.
Gli USA si apprestano a firmare un accordo con l'Iran che, secondo Israele, opera due gravi e pericolose concessioni: «prima è lasciare l'Iran con un vasto programma nucleare e la seconda è sollevare le restrizioni sul programma in circa un decennio. Ecco perché quell'accordo è così sbagliato: non ferma il cammino dell'Iran verso la bomba nucleare, ma costruisce il suo cammino verso di essa.[..] Ci è stato detto che l'unica alternativa è la guerra. Non sono d'accordo, l'alternativa è un accordo migliore». Un accordo accettabile "non lascia l'Iran con grandi infrastrutture nucleari", "mantiene restrizioni sul programma nucleare sinché l'aggressione iraniana finirà", "non darà all'Iran una facile via verso la bomba".
Il 9 marzo, Obama ha dichiarato in un'intervista alla CBS che l'accordo sarà in ogni caso sottoposto all'esame del Congresso. McConnell ricorda che il Senato è stato storicamente sempre coinvolto in questioni di tale portata come è previsto dalla Costituzione, e sostiene di avere i 67 voti necessari (su 100 membri del Senato) necessari sia per respingere il diritto di veto del presidente su un eventuale accordo con l'Iran, sia per non far ratificare qualsiasi altro trattato dell'amministrazione con Paesi esteri.
Fra il segretario di Stato USA John Kerry e la sua controparte in Iran, proseguono a Losanna, in Svizzera, i negoziati sul programma nucleare.
Il 15 marzo, lo speaker Mcconnell e altri 47 senatori repubblicani firmano una lettera aperta diretta ai leader dell'Iran, in cui si chiede loro di non dare retta agli accordi proposti dall'amministrazione Obama, che è priva del necessario consenso interno. I senatori fanno presente che il mandato di Obama scade a gennaio 2017, mentre l'incarico di molti di loro dura 6 anni (oltre al fatto di essere rieletti per decenni). I senatori si dichiarano totalmente disinformati delle trattative condotte con l'Iran, e che in ogni caso si sarebbero opposti alla ratifica di qualsiasi accordo.
Il 21 marzo, il presidente Barack Obama replica con un videomessaggio diretto all'intero popolo iraniano, in cui afferma che le settimane seguenti sono decisive per arrivare a una risoluzione pacifica del conflitto, e rappresentano un'opportunità storica unica per costruire migliori relazioni Iran-USA, che probabilmente non si presenterà una seconda volta, a discàpito dell'opposizione interna negli Stati Uniti e Israele:
 USA e alleati UE, su pressione dell'Iran, chiedono all'ONU di sospendere le sanzioni e l'embargo che hanno indebolito il Paese, e sono un ostacolo alla conclusione dei negoziati, considerato che l'Iran ha sospeso il suo programma dall'inizio dei negoziati ed è disposto nello stesso periodo a ridurre del 20% la quantità di uranio arricchito in suo possesso. La bozza di accordo prevede il mantenimento in Iran di alcuni siti per l'arricchimento dell'uranio, dichiaratamente a scopi civili.
Domenica 29 marzo - festa dello Yom Kippur - ricevendo a sorpresa Mitch McConnell e una delegazione del Congresso a Gerusalemme, mentre ancora si appronta ancora formare il nuovo governo, il neoeletto premier israeliano Netanyahu ha dichiarato che "Israele e Stati Uniti concordano sul fatto che l'Iran non debba avere armi nucleari, ma non sono d'accordo sul come", e che se l'Iran combatte gruppi jihadisti islamici come l'ISIS, questo non è un motivo sufficiente per ritenerlo un Paese amico. Posizioni ribadite il 31 marzo da Netanyahu davanti alla Knesset.
Secondo i repubblicani si tratta di un errore molto pericoloso che lascia dotarsi di armi atomiche uno dei peggiori regimi esistenti nel pianeta. Per il capo della maggioranza repubblicana al Senato, Mitch McConnell, il Congresso ha la prerogativa di votare qualsiasi decisione prenderà l'amministrazione di Obama (accordo o non-accordo con l'Iran), e avere l'ultima parola se fermare il programma iraniano con un intervento militare.
Secondo Obama, le stime indicano che l'Iran è in grado in soli due-tre mesi di acquisire le materie grezze necessarie a sviluppare una bomba atomica, per cui si tratta del più importante trattato firmato negli ultimi anni dagli USA per la propria sicurezza. L'alternativa all'accordo sarebbe il bombardamento dei siti e una guerra in Medio Oriente, dato che l'inasprimento delle sanzioni si è più volte rivelato inefficace in passato.
Il 2 aprile 2015 viene firmato a Ginevra il framework di accordo fra USA e Iran, presenti al tavolo delle trattative: USA, Russia, Cina, Regno Unito, Francia, Germania e il rappresentante dell'Unione europea. L'accordo segue quello firmato a Ginevra il 24 novembre 2013. Il testo completo dell'accordo non è stato reso pubblico.
USA e Iran hanno tre mesi di tempo per arrivare all'accordo definitivo entro la fine di giugno. Rispetto al trattato del 2013, vengono imposte all'Iran condizioni più restrittive, laddove la comunità internazionale assumeva un impegno più preciso ad attenuare le sanzioni per la cifra di 7 miliardi di dollari (£4.3 billion), e a non imporne di ulteriori.
Presentando la bozza di accordo alla stampa, Obama ha dichiarato che l'Iran per i prossimi dieci anni si impegna a dismettere il sito di Arak e inviare all'estero il combustibile, a non riprocessare le scorie degli altri reattori e a non costruire più reattori ad acqua pesante.
In secondo luogo, l'Iran si impegna a non arricchire uranio con le sue centrifughe per i prossimi 10 anni, a dismettere il sito di Fordow, a neutralizzare la maggior parte delle scorte di uranio arricchito in suo possesso e ridurre di due/terzi il numero di centrifughe. Ulteriori (non dettagliate) restrizioni alla costruzione di nuovi siti e all'accumulo di scorte di uranio, previsti per 15 anni.
Terzo punto: accesso degli ispettori internazionali senza restrizioni ai siti e all'intera Supply Chain del programma nucleare.
L'accordo impegna in cambio la comunità internazionale a ritirare gradualmente le sanzioni imposte dal Consiglio di Sicurezza dell'ONU all'Iran, a condizione che questo inizi a dare attuazione all'accordo, ferme restando le altre sanzioni imposte dagli USA sulla base dell'accusa che l'Iran supporti il terrorismo, violi i diritti umani, e supporti un programma di missili balistici.
Oltre a Israele, sono contrari ad un accordo pacifico USA-Iran anche l'Arabia Saudita e tutti i Paesi del Golfo. Fra le contropartite, sempre sei giorni fa, Obama apre al divieto di vendere armi USA ai Paesi del GCC, che negli ultimi cinque anni hanno registrato al mondo la maggiore incidenza della spesa militare in percentuale al PIL -e la maggiore crescita rispetto al passato-, in particolare contro la minaccia militare dell'Isis. Non sono noti dati del 2014 per molti Paesi, ma l'Arabia detiene il primato di spesa in Medio Oriente.
Di contro, Obama a favore di un intervento militare contro l'ISIS, non vede partecipare fattivamente l'Arabia Saudita e gran parte dei Paesi aderenti al Consiglio di cooperazione del Golfo. Il movimento di al-Baghdadi in passato fu finanziato da Arabia e Qatar, dottrinalmente non troppo lontano dal wahhabismo ortodosso, ed è un utile alleato nella guerra contro gli sciiti, e i loro protettori iraniani (a partire dagli Huthi in Yemen, sciiti alleati dell'Iran).
Il 3 aprile, il Consiglio di difesa israeliano ha respinto l'accordo USA-Iran.
Intanto, Arabia e GCC da soli, senza l'intervento USA, hanno iniziato il 4 aprile raid aerei in Yemen contro gli Huthi, mentre nessun intervento arriva a favore o contro l'Isis.
L'accordo definitivo sul nucleare iraniano, detto accordo sul nucleare iraniano, viene infine stipulato a Ginevra il 14 luglio 2015. Lunedì 20 luglio, il Consiglio di Sicurezza delle Nazioni Unite approva all'unanimità la risoluzione 2231 (2015), testo di 104 pagine, in favore dell'accordo USA-Iran. La seduta n. 7488 dura dalle 9.05 alle 10.35, presieduta da Murray McCully, Ministro degli Affari Esteri della Nuova Zelanda, col voto favorevole dei 15 Paesi presenti
L'accordo vale per dieci anni ed elimina il problema Iran dall'agenda ONU, impone all'Iran di ridurre di 2/3 il numero delle centrifughe in grado di arricchire l'uranio; di ridurre del 98% la quantità di uranio arricchito (produzione e scorte); dare accesso agli ispettori della AIEA. Se dal report inviato dall'AIEA al Consiglio di Sicurezza risulta compliant all'accordo, le Risoluzioni dal 2006 al 2015 con relative sanzioni terminano automaticamente; se non-compliant, si ripristinano. L'accordo pone fine al divieto di esportare gas, petrolio, oro e diamanti, reimportare prodotti finiti, emettere bond ed eseguire transazioni in Riad (inclusa la quotazione del petrolio e metalli).
L'accorda USA-Iran manca ancora del voto del Congresso statunitense. Previsto dalla Costituzione americana, questo passaggio non si rende più necessario dopo il Bill votato dal Senato il 30 giugno: Obama ha proposto per sé stesso una modifica costituzionale, che consente al presidente di firmare trattati vincolanti per gli USA senza la preventiva ratifica del Parlamento, ora applicabile al Trans-Pacific Partnership (TPP) fra 16 Paesi, Trans-Atlantic Partnership (TTIP), e per l'accordo USA-Iran.
Il 12 agosto 2015 il Consiglio Federale della Svizzera, tra i primi Paesi al mondo, ha deciso di revocare le sanzioni all'Iran che erano state sospese dal mese di gennaio 2014 e di emanare una nuova disposizione derogatoria, ed esprime il suo sostegno per l'attuazione dell'accordo sul nucleare.
Il 16 gennaio 2016 (data di attuazione) le Nazioni Unite hanno revocato alcune delle misure restrittive relative al nucleare, stabilite dalla risoluzione 2231 (2015).
Il Consiglio europeo ha revocato tutte le sanzioni economiche e finanziarie dell'UE relative al nucleare nei confronti dell'Iran. Tuttavia, resta il divieto di esportazione verso l'Iran di attrezzature che possono essere utilizzate per la repressione interna e di attrezzature per la sorveglianza delle telecomunicazioni.
Il mercato dei beni e servizi è stimato in un giro di affari potenziale di 800 miliardi di dollari, fra i quali rientra la vendita di 14 milioni di nuovi autoveicoli.
Nel 2018, nonostante l'Iran non abbia mai commesso alcuna violazione, Donald Trump straccia l'accordo sul nucleare iraniano e impone pesantissime sanzioni contro l'Iran.

### Controversie
Numerose sono le controversie inerenti al programma nucleare iraniano. Negli ultimi mesi del 2014 e i primi del 2015, ad esempio, il think tank statunitense Institute for Science and International Security, specializzato in questioni nucleari, ha evidenziato come l'Iran abbia completamente ripulito il centro di Parchin, base militare ove Teheran - secondo gli ispettori internazionali - porterebbe avanti gli studi sulle esplosioni con esplosivo ad alto potenziale e le ricerche relative al programma missilistico. Nello stesso tempo, quindi, si è aperta la discussione in merito alla supposta "fatwā contro il nucleare" promulgata dalla Guida Suprema Ali Khamenei. Della fatwa si ha notizia solamente dal 2005. È stato evidenziato che, nel merito, non esiste nessuna fatwa pubblicata sul sito della Guida Suprema iraniana. Le preoccupazioni internazionali, quindi, sono cresciute con la pubblicazione in Iran di un articolo a firma di Alireza Forghani, ex governatore della provincia iraniana di Kish e consigliere di Ali Khamenei: l'articolo, molto significativamente, si intitolava "il mondo islamico deve avere la bomba nucleare" e affermava, senza mezzi termini, il diritto del mondo musulmano di produrre e possedere l'ordigno atomico al fine di "distruggere i sogni di America e Israele".

## Programma nucleare futuro
Il programma iraniano prevede di costruire una serie di centrali che coprano un fabbisogno totale di 20000 MW. A Bushehr sono presenti altri tre reattori accantonati dal precedente programma, due dei quali dovrebbero essere completati nei prossimi anni.

## Ciclo del combustibile
Isfahan ospita un impianto di conversione di ossido di uranio (il cosiddetto yellowcake) in esafluoruro di uranio (UF6), il gas di uranio impiegato per arricchire l'uranio nelle centrifughe nucleari. A Natanz sorge un impianto che ospita 6.000 centrifughe, mentre a Qom, secondo fonti di intelligence Usa, sarebbe in costruzione un impianto simile segreto in grado di contenere 3.000 centrifughe.

## Reattori nucleari di ricerca
In Iran vi sono quattro reattori nucleari di ricerca, tre ad Esfahan e uno nella capitale Teheran.
Arak ospita un reattore sperimentale ad acqua pesante. Nonostante sia stato visitato da ispettori dell'IAEA e trovato per ora sicuro, è oggetto delle preoccupazioni internazionali su un programma nucleare militare.

## Produzione di uranio
L'Iran è un produttore di uranio, con circa 5t prodotte ogni anno; la sua produzione storica nel 2006 è stata di 20t. Possiede risorse uranifere, pari a 1.600t a <130$/kg nel "Red Book" del 2007.
Nel deserto dell'Iran centrale, vicino alla città di Yazd, si trova la miniera di Saghand, da cui si estrae il minerale di uranio naturale.

## Centrali elettronucleari
Tutti i dati della tabella sono aggiornati a febbraio 2025.
| Reattori operativi |           |                    |                    |                                    |                                   |                       |
| Centrale | Tipologia | Potenza netta (MW) | Inizio costruzione | Allacciamento alla rete            | Produzione commerciale            | Dismissione (stimata) |
| Bushehr (Reattore 1) | VVER1000  | 915                | 1º maggio 1975     | 3 settembre 2011                   | 30 luglio 2012                    |                       |
| Totale: 1 reattore da 915 MW. |           |                    |                    |                                    |                                   |                       |
| Reattori in costruzione |           |                    |                    |                                    |                                   |                       |
| Centrale | Tipologia | Potenza netta (MW) | Inizio costruzione | Allacciamento alla rete (previsto) | Produzione commerciale (prevista) | Costo (stimato)       |
| Bushehr (Reattore 2) | VVER1000  | 974                | 27 settembre 2019  | 2026                               | 2026                              |                       |
| Totale: 1 reattore da 974 MW. |           |                    |                    |                                    |                                   |                       |
| Reattori pianificati ed in fase di proposta |           |                    |                    |                                    |                                   |                       |
| Totale pianificati: 2 reattori per 1417 MW complessivi. Totale in fase di proposta: 6 reattore da circa 5200 MW. |           |                    |                    |                                    |                                   |                       |
| Reattori dismessi |           |                    |                    |                                    |                                   |                       |
| Centrale | Tipologia | Potenza netta (MW) | Inizio costruzione | Allacciamento alla rete            | Produzione commerciale            | Costo                 |
| Nessun reattore dismesso. |           |                    |                    |                                    |                                   |                       |
| NOTE: - La normativa in vigore prevede la possibilità di sostituire i reattori attualmente operativi una volta che saranno giunti al termine del loro ciclo di vita e anche di aumentare il loro numero (sia riattivando reattori arrestati che costruendone di nuovi). |           |                    |                    |                                    |                                   |                       |